# Bradypterus alishanensis
Bradypterus alishanensis là một loài chim trong họ Locustellidae. Nó chỉ được tìm thấy ở Đài Loan. Môi trường sống tự nhiên của nó là tầng dưới và đồng cỏ ở độ cao 1.200–3.000 m (3.900–9.800 ft). Lần đầu tiên được phát hiện vào năm 1917 nhưng mãi đến năm 2000 chúng mới được đặt tên là một loài riêng biệt. Liên minh Bảo tồn Thiên nhiên Quốc tế (IUCN) đã đánh giá nó như một loài ít quan tâm nhất.

## Phân loại
Lần đầu tiên nó được phát hiện ở khu danh lam thắng cảnh quốc gia Alishan, A Lý Sơn, Gia Nghĩa năm 1917. Ban đầu, nó được cho là thuộc loài Bradypterus luteoventris. Năm 1952, Jean Théodore Delacour đặt nó trong phân loài idoneus of B. seebohmi (bây giờ chia thành nhiều loài). Sau đó, cơ quan chức năng đặt nó vào phân loài melanorhynchus. Vào cuối những năm 1980, tiếng kêu của nó đã được tìm thấy rất đặc biệt, không giống với các loài khác có liên quan. Năm 2000, Pamela C. Rasmussen, Philip D. Round, Edward C. Dickinson và Frank Rozendaal đã đặt chúng thuộc một loài riêng biệt, Bradypterus alishanensis, dựa trên tiếng kêu của chúng và quan sát hình thái học. Sau đó nó được chuyển sang chi Locustella. Một nghiên cứu vào năm 2015 kết luận rằng đó là phân loại của nhóm chị em của loài Locustella mandelli, sự khác biệt di truyền nhiều hơn các loài trong phức hợp.

## Mô tả
Locustella alishanensis dài khoảng 14 cm (5,5 in) và nặng khoảng 10 g (0,35 oz). Chim đực và chim cái đều giống nhau. Đầu có màu nâu nhạt. Các vệt màu không rõ ràng và vòng mắt là nhạt màu. Các phần trên, từ phần vai đến cánh và đuôi, có màu nâu đậm. Cằm và cổ họng có màu trắng, cổ họng thường có các đốm. Vú trên có màu nâu xám, vú và bụng dưới có màu trắng. Mỏ chúng màu đen, và vào mùa đông, hàm dưới đôi khi nhợt nhạt. Bàn chân có màu hồng nhạt, và đôi mắt có màu nâu đỏ. Những con chưa trưởng thành có vú màu nâu và không có đốm.